# La Malédiction des rats
 (décembre 2023).
Pour plus de détails, voir Fiche technique et Distribution.
La Malédiction des rats (The Food of the Gods II) est un film canadien réalisé par Damian Lee, sorti en 1989.

## Synopsis
Des expérimentations sur une hormone de croissance virent au cauchemar quand les sujets de l'expérience, des rats devenus géants et assoiffés de chair humaine, s'échappent et sèment la terreur.

## Fiche technique
- Titre : La Malédiction des rats
- Titre original : The Food of the Gods II
- Réalisation : Damian Lee
- Scénario : Richard Bennett et E. Kim Brewster, d'après le roman Place aux géants, de H. G. Wells
- Production : Samuel Z. Arkoff et Bert I. Gordon
- Société de production : Carolco Pictures, Canadian Entertainment Investors No. 1 and Company Limited Partnership et Rose & Ruby Productions
- Musique : Dennis Haines et Stephen W. Parsons
- Photographie : Curtis Petersen
- Montage : David Mitchell
- Pays :  Canada
- Format : Couleurs - 1,85:1 - Mono - 35 mm
- Genre : Horreur et science-fiction
- Durée : 91 minutes
- Dates de sortie :
  -  États-Unis : 19 mai 1989
  -  Canada : janvier 1990
  -  France : 1990
  -  Belgique :
- -12

## Distribution
- Paul Coufos : Dr Neil Hamilton
- Lisa Schrage : Alex Reed
- Colin Fox : professeur Edmund Delhurst
- Frank Pellegrino (en) : Joshua
- Jackie Burroughs : Dr Kate Travis
- Réal Andrews : Mark Hales
- Stuart Hughes : Al
- Karen Hines : Angie
- David B. Nichols : Dean White
- Michael Copeman : lieutenant Weizel
- Sean Mitchell : Bobby
- Robert Kennedy : Brett
- Frank Moore : Jacques
- Howard Jerome : Louis

## Autour du film
- Le film, qui fait suite à Village of the Giants (1965) et Soudain... les monstres (1977).